# Zvi Aharoni
Zvi Aharoni (in ebraico צבי אהרוני‎?; Francoforte, 6 febbraio 1921 – Inghilterra, 26 maggio 2012) è stato un agente segreto israeliano. Apparteneva al Mossad, il servizio segreto israeliano, che catturò Adolf Eichmann nel 1960 in Argentina.
Fu l'uomo chiave del Mossad, che divenne famoso principalmente per aver catturato il criminale nazista tedesco Adolf Eichmann nel 1960 a Buenos Aires, dopo che egli fu individuato.

## Biografia
Zvi Aharoni, (nato Hermann Arndt), nacque a Francoforte il 6 febbraio 1921; nel 1938 emigrò in Palestina, e iniziò a prestare servizio come militare all'interno del Mossad.

### Carriera nei servizi segreti
Da ragazzo prestò servizio come agente militare nell'esercito britannico. In seguito si unì ai servizi segreti israeliani, e si occupò di dare la caccia ai nazisti sfuggiti dopo la guerra.
Nel 1960 volò in Argentina, per catturare il criminale nazista Adolf Eichmann. La missione alla fine andò a buon fine, Aharoni riuscì a catturare Eichmann davanti alla sua casa, in calle Garibaldi a circa 20 km da Buenos Aires, e successivamente lo interrogò fino alla fine. Aharoni in seguito alla cattura affermò:
Questa dichiarazione divenne nota nel campo del Mossad e una vittoria per il popolo israeliano.
Morì il 26 maggio 2012, all'età di 91 anni in Inghilterra.